# 영보화학
영보화학(Youngbo Chemical Co. Ltd.)는 대한민국의 화학 기업이다. 일본계 화학회사가 대주주로 본사는 충북 청주시 흥덕구 강내면 서부로 230-23에 위치해 있으며 대표이사는 이영식이다. 본사가 충청북도 청주시 흥덕구에 위치하여 한동훈 테마주로 분류된 적이 있다  가교 발포 폴리올레핀 폼을 제조한다

## 테마주
세종시와 인접한 충청북도 청원군에 공장 및 토지를 보유하고 있다는 이유로 세종시 행정수도 이전 정책에 따른 수혜주로 여겨지고 있다.

## 참고문헌
1. ↑  양준영, 영보화학, 일본계 화학회사에 매각돼, 한국경제, 2006-04-03
2. ↑  이준석 “한동훈 흥덕 출마, 하나의 도전 될 것”… 흥덕 소재 상장사 강세, 조선비즈, 2023.11.27
3. ↑  NCH코리아, 영보화학 자동차 부품라인에 프리미엄 기어오일 ‘CERTOP #220’ 공급, 뉴스와이어, 2022-03-31
4. ↑  “계룡건설·성신양회·대주산업 등 세종시 정책 관련株 급등”. 《영남일보》. 2025년 4월 21일. 2025년 4월 21일에 확인함.